# Elemento di linea
In geometria, l'elemento di linea o elemento di lunghezza può essere pensato come il segmento associato a un vettore spostamento infinitesimo in uno spazio metrico. La lunghezza dell'elemento di linea, che può essere pensata come la lunghezza di un arco differenziale, è una funzione del tensore metrico e si indica con ds.
Gli elementi di linea sono usati in fisica, soprattutto nelle teorie di gravitazione (ad esempio in relatività generale) dove lo spaziotempo viene modellizzato come una varietà pseudo-riemanniana curva dotata di un appropriato tensore metrico.

## Formulazione generale

### Definizione dell'elemento di linea e della lunghezza d'arco
La definizione indipendente dalle coordinate del quadrato dell'elemento di linea ds in un varietà riemanniana o pseudo-riemanniana n-dimensionale (in fisica di solito una varietà lorentziana) è il  "quadrato della lunghezza" di uno spostamento infinitesimo {\displaystyle d\mathbf {q} } (in varietà pseudo-riemanniane potrebbe essere negativo) la cui radice quadrata dovrebbe essere usata per calcolare la lunghezza di una curva:
{\displaystyle ds^{2}=d\mathbf {q} \cdot d\mathbf {q} =g(d\mathbf {q} ,d\mathbf {q} )}
dove g è il tensore metrico, · denota il prodotto interno, e dq uno spostamento infinitesimo sulla varietà (pseudo-)riemanniana. Parametrizzando una {\displaystyle q(\lambda )} con il parametro {\displaystyle \lambda }, si può definire la lunghezza d'arco della curva che tra {\displaystyle q(\lambda _{1})} e {\displaystyle q(\lambda _{2})} è l'integrale:
{\displaystyle s=\int _{\lambda _{1}}^{\lambda _{2}}d\lambda {\sqrt {\left|ds^{2}\right|}}=\int _{\lambda _{1}}^{\lambda _{2}}d\lambda {\sqrt {\left|g\left({\frac {dq}{d\lambda }},{\frac {dq}{d\lambda }}\right)\right|}}=\int _{\lambda _{1}}^{\lambda _{2}}d\lambda {\sqrt {\left|g_{ij}{\frac {dq^{i}}{d\lambda }}{\frac {dq^{j}}{d\lambda }}\right|}}}
Per calcolare una sensata lunghezza di curve in varietà pseudo-riemanniane, è meglio assumere che gli spostamenti infinitesimi hanno lo stesso segno dappertutto. Ad esempio in fisica l'elemento di linea al quadrato lungo una curva di tipo tempo (con la segnatura {\displaystyle -+++}) sarebbe negativo e la radice quadrata negativa del quadrato dell'elemento di linea lungo la curva avrebbe misurato il tempo proprio per un osservatore che si muove lungo la curva. Da questo punto di vista, la metrica definisce oltre all'elemento di linea, anche gli elementi di superficie e di volume etc.

### Identificazione del quadrato dell'elemento di linea con il tensore metrico
Siccome {\displaystyle d\mathbf {q} } è arbitrario il "quadrato della lunghezza d'arco" {\displaystyle ds^{2}} definisce completamente la metrica, quindi è solitamente meglio considerare l'espressione di {\displaystyle ds^{2}} come definizione stessa del tensore metrico, scritto in una notazione suggestiva ma non tensoriale:
{\displaystyle ds^{2}=g}
Questa identificazione del quadrato della lunghezza d'arco {\displaystyle ds^{2}} con la metrica è ancora più facile da vedere in coordinate curvilinee n-dimensionali generali q = (q1, q2, q3, ..., qn), dove è scritto come un tensore simmetrico di rango 2 coincidente con il tensore metrico:
{\displaystyle ds^{2}=g_{ij}dq^{i}dq^{j}=g}.
Qui gli indici i e j assumono valori 1, 2, 3, ..., n e viene usata la notazione di Einstein. Esempi comuni di spazi (pseudo) riemanniane comprendono lo spazio tridimensionale (senza la coordinata temporale), e lo spaziotempo quadri-dimensionale.

## Elementi di linea nello spazio euclideo

Elemento di linea vettoriale dr (verde scuro) nello spazio euclideo 3d, dove λ è un parametro sulla curva (verde chiaro).

Seguono esempi di come si trovano gli elementi di linea dalla metrica.

### Coordinate cartesiane
L'elemento di linea più semplice è in coordinate cartesiane, in cui la metrica è semplicemente la delta di Kronecker:
{\displaystyle g_{ij}=\delta _{ij}}
(dove i, j = 1, 2, 3 per lo spazio) o in forma matriciale (i indica la riga, j la colonna):
{\displaystyle [g_{ij}]={\begin{pmatrix}1&0&0\\0&1&0\\0&0&1\end{pmatrix}}}
Le coordinate curvilinee generali si riducono alle coordinate cartesiane:
{\displaystyle (q^{1},q^{2},q^{3})=(x,y,z)\,\Rightarrow \,d\mathbf {r} =(dx,dy,dz)}
quindi
{\displaystyle ds^{2}=g_{ij}dq^{i}dq^{j}=dx^{2}+dy^{2}+dz^{2}}

### Coordinate curvilinee ortogonali
Per tutte le coordinate ortogonali la metrica è data da:
{\displaystyle [g_{ij}]={\begin{pmatrix}h_{1}^{2}&0&0\\0&h_{2}^{2}&0\\0&0&h_{3}^{2}\end{pmatrix}}}
dove
{\displaystyle h_{i}=\left|{\frac {\partial \mathbf {r} }{\partial q^{i}}}\right|}
per i = 1, 2, 3 che sono fattori di scala, quindi il quadrato dell'elemento di linea:
{\displaystyle ds^{2}=h_{1}^{2}(dq^{1})^{2}+h_{2}^{2}(dq^{2})^{2}+h_{3}^{2}(dq^{3})^{2}}
Alcuni esempi di elementi di linea in queste coordinate sono riportati sotto.
| Sistema di coordinate | (q1, q2, q3) | Metrica                                                                                              | Elemento di linea                                                                     |
| --------------------- | ------------ | --- | ------------------------------------------------------------------------------------- |
| Cartesiane            | (x, y, z)    | {\displaystyle [g_{ij}]={\begin{pmatrix}1&0&0\\0&1&0\\0&0&1\\\end{pmatrix}}}                         | {\displaystyle ds^{2}=dx^{2}+dy^{2}+dz^{2}}                                           |
| Polari                | (r, θ)       | {\displaystyle [g_{ij}]={\begin{pmatrix}1&0\\0&r^{2}\\\end{pmatrix}}}                                | {\displaystyle ds^{2}=dr^{2}+r^{2}d\theta \ ^{2}}                                     |
| Sferiche              | (r, θ, φ)    | {\displaystyle [g_{ij}]={\begin{pmatrix}1&0&0\\0&r^{2}&0\\0&0&r^{2}\sin ^{2}\theta \\\end{pmatrix}}} | {\displaystyle ds^{2}=dr^{2}+r^{2}d\theta \ ^{2}+r^{2}\sin ^{2}\theta \ d\phi \ ^{2}} |
| Cilindriche           | (r, θ, z)    | {\displaystyle [g_{ij}]={\begin{pmatrix}1&0&0\\0&r^{2}&0\\0&0&1\\\end{pmatrix}}}                     | {\displaystyle ds^{2}=dr^{2}+r^{2}d\theta \ ^{2}+dz^{2}}                              |

## Elementi di linea nello spaziotempo 4d

### Spaziotempo di Minkowski
La metrica di Minkowski è:
{\displaystyle [g_{ij}]=\pm {\begin{pmatrix}1&0&0&0\\0&-1&0&0\\0&0&-1&0\\0&0&0&-1\\\end{pmatrix}}}
dove il segno positivo e negativo dipende dalla convenzione. Questo vale solo per lo spaziotempo piatto. Le coordinate sono date dalla quadriposizione:
{\displaystyle \mathbf {x} =(x^{0},x^{1},x^{2},x^{3})=(ct,\mathbf {r} )\,\Rightarrow ,\,d\mathbf {x} =(cdt,d\mathbf {r} )}
quindi l'elemento di linea è:
{\displaystyle ds^{2}=\pm (c^{2}dt^{2}-d\mathbf {r} \cdot d\mathbf {r} ).}

### Coordinate di Schwarzschild
Le coordinate di Schwarzschild sono {\displaystyle \left(t,r,\theta ,\phi \right)}, dando alla metrica la forma:
{\displaystyle [g_{ij}]={\begin{pmatrix}-a(r)^{2}&0&0&0\\0&b(r)^{2}&0&0\\0&0&r^{2}&0\\0&0&0&r^{2}\sin ^{2}\theta \\\end{pmatrix}}}
(si noti la somiglianza con la metrica in coordinate sferiche 3D).
quindi l'elemento di linea è:
{\displaystyle ds^{2}=-a(r)^{2}\,dt^{2}+b(r)^{2}\,dr^{2}+r^{2}\,d\theta ^{2}+r^{2}\sin ^{2}\theta \,d\phi ^{2}.}

### Spaziotempo generico
La definizione indipendente dalle coordinate del quadrato dell'elemento di linea ds nello spaziotempo è:
{\displaystyle ds^{2}=d\mathbf {x} \cdot d\mathbf {x} =g(d\mathbf {x} ,d\mathbf {x} )}
In termini delle coordinate:
{\displaystyle ds^{2}=g_{\alpha \beta }dx^{\alpha }dx^{\beta }}
dove in questo caso gli indici α e β corrono su 0, 1, 2, 3 per lo spaziotempo.
Questo è l'intervallo di spaziotempo - la misura di separazione tra due eventi arbitrairamente vicini nello spaziotempo. In relatività ristretta è invariante sotto trasformazioni di Lorentz. In relatività generale è invariante sotto arbitrarie trasformazioni di coordinate differenziabili e invertibili.